# Popis hrvatskih veleposlanika u Irskoj
Republika Hrvatska i Irska održavaju diplomatske odnose od 27. siječnja 1995. Sjedište veleposlanstva je u Dublinu.

## Veleposlanici
Veleposlanstvo Republike Hrvatske u Irskoj osnovano je odlukom predsjednika Republike od 5. srpnja 2001.
| Veleposlanik      | Postavljenje        | Opoziv              | Sjedište |
| ----------------- | ------------------- | ------------------- | -------- |
| Ante Čičin-Šain   | 4. travnja 1995.    |                     | London   |
| Andrija Kojaković | 13. studenoga 1997. | 9. listopada 2002.  | London   |
| Nenad Prelog      | 16. svibnja 2003.   | 25. studenoga 2006. | Dublin   |
| Veselko Grubišić  | 26. studenoga 2006. | 7. siječnja 2011.   | Dublin   |
| Jasna Ognjanovac  | 14. veljače 2011.   | 30. lipnja 2015.    | Dublin   |
| Ivan Mašina       | 1. srpnja 2015.     |                     | Dublin   |
| Davor Vidiš       | 31. listopada 2019. |                     | Dublin   |

## Vanjske poveznice
- Irska na stranici MVEP-a